# Heligoland (Album)
Heligoland ist das fünfte Studioalbum der britischen Musikband Massive Attack. Die Titelgebung bezieht sich auf die deutsche Insel Helgoland (englisch: Heligoland). Das Album enthält zehn Stücke und wurde 2010, sieben Jahre nach dem letzten Studioalbum von Massive Attack, veröffentlicht. Die ersten vier Stücke entstammen jedoch der 2009 erschienenen Eigenproduktion Splitting the Atom. Das Stück Paradise Circus wurde als Single ausgekoppelt. Es erreichte den 41. Platz in den Schweizer Singlecharts. In den Albumcharts erreichte Heligoland den vierten Platz in Deutschland. In England erreichte das Album Gold-Status und den sechsten Platz der Albumcharts.

## Besetzung
Wie beim Vorgängeralbum 100th Window zeichnen Robert Del Naja, Gründungsmitglied von Massive Attack, und der Produzent Neil Davidge für Heligoland verantwortlich. Auch das frühere Bandmitglied Grantley Marshall wirkte an der Produktion mit, nachdem er während der Entstehung von 100th Window noch die Band verlassen hatte.
Zahlreiche Gastmusiker sind auf Heligoland versammelt, darunter Horace Andy, Blur-Sänger Damon Albarn, Guy Garvey, Martina Topley-Bird und Hope Sandoval.

## Titelliste
1. Pray for Rain – 6:44
2. Babel – 5:19
3. Splitting the Atom – 5:16
4. Girl I Love You – 5:26
5. Psyche – 3:24
6. Flat of the Blade – 5:30
7. Paradise Circus – 4:57
8. Rush Minute – 4:51
9. Saturday Come Slow – 3:43
10. Atlas Air – 7:48

## Promotion
Für einige der Songs wurden Low-Budget-Videos produziert und im Internet veröffentlicht.